# Дейли, Реджиналд Олдуорт
Реджиналд Олдуорт Дейли (или Дэли; англ. Reginald Aldworth Daly; 1871—1957) — канадский и американский геолог, петрограф, профессор Гарвардского университета.
Член Национальной академии наук США (1925), иностранный член-корреспондент Академии наук СССР.

## Биография
Родился 18 марта 1871 года в канадской провинции Онтарио в городке Напани.
Сперва учился в университете Торонто, где, под влиянием геолога А. П. Коулмана увлёкся наукой о Земле и перевёлся на кафедру геологии в Гарвардский университет который Р. О. Дейли успешно окончил в 1893 году и в котором впоследствии стал профессором и заведующим кафедрой геологии (с 1912 по 1942 год).
С 1907 по 1912 год Дейли был профессором Массачусетского технологического института.
В 1929 году он был избран иностранным членом-корреспондентом Академии наук СССР.
Реджиналд Олдуорт Дейли умер 19 сентября 1957 года в Кембридже (штат Массачусетс, США).
Среди наград учёного: медаль Пенроуза (1935 год); медаль Волластона (1942 год) и медаль Уильяма Боуи (англ. William Bowie Medal) (1946 год).